# Sansepolcro
Sansepolcro is een gemeente in de Italiaanse provincie Arezzo (regio Toscane) en telt 16.338 inwoners (31-07-2011). De oppervlakte bedraagt 91,5 km², de bevolkingsdichtheid is 174 inwoners per km². Het was de geboorteplaats van de schilders Piero della Francesca, Raffaellino del Colle (een leerling van Rafaël) en Angiolo Tricca.
De volgende frazioni maken deel uit van de gemeente: Gragnano, Gricignano, Santa Fiora, Melello, Montagna.

## Bezienswaardigheden
- De Duomo van Sansepolcro (cokathedraal San Giovanni Evangelista) is de belangrijkste kerk van Sansepolcro. Deze romaans-gotische kerk met drie beuken werd tussen 1012 en 1049 gebouwd. Binnen zijn heel wat kunstwerken te zien :
  - een doopvont uit de tweede helft van de 16e eeuw. Het zilveren deksel werd in 2011-2012 verwezenlijkt naar aanleiding van het duizendjarig bestaan van de kathedraal.
  - op het hoofdaltaar prijkt de Resurrezione, een veelluik dat in 1348 werd geschilderd door de Sienese meester Niccolò di Segna
  - een fresco van Bartolomeo della Gatta beeldt de Crocifissione (1486) uit
  - het schilderij de Ascensione di Cristo van Perugino
  - het praalgraf van abt Simone Graziani (begin 16e eeuw)
  - de Volto Santo, een houten kruisbeeld uit de Karolingische tijd (9e eeuw), wordt door de bevolking zeer vereerd
  - drie werken in terracotta in de stijl van de school van della Robbia (16e eeuw), onder meer San Romualdo en San Benedetto

- Het Museo Civico, gehuisvest in het voormalige Palazzo Comunale (14e eeuw), herbergt onder meer
  - meerdere werken van Piero della Francesca
    - het fresco de Resurrezione (1450-1463)
    - het Polittico della Misericordia, een veelluik (1444-1464)
    - het (onvolledige) fresco van San Giuliano (1454-1458)
    - het fresco van San Ludovico di Tolosa (Lodewijk van Toulouse) (1460)

  - San Quintino (1517) van Pontormo
  - enkele werken in terracotta van Andrea della Robbia :
    - een Natività con l’Annuncio ai pastori (omstreeks 1480)
    - een lunet met een Annunciazione (omstreeks 1480)

## Demografie
Sansepolcro telt ongeveer 6434 huishoudens.
| Jaar | Inwoneraantal |
| ---- | ------------- |
| 1991 | 15.695        |
| 2001 | 15.693        |

## Geografie
De gemeente ligt op ongeveer 330 m boven zeeniveau.
Sansepolcro grenst aan de volgende gemeenten: Anghiari, Badia Tedalda, Borgo Pace (PU), Citerna (PG), Città di Castello (PG), Pieve Santo Stefano, San Giustino (PG).

## Economie
De landbouw, de voedselverwerkende industrie, de industriële productie en de farmaceutische industrie spelen de belangrijkste rol in de plaatselijke economische bedrijvigheid. Sansepolcro is ook de bakermat van het in 1827 gestichte deegwarenbedrijf Buitoni.

## Geboren in Sansepolcro
- Piero della Francesca (1412-1492), renaissancekunstschilder en wiskundige
- Matteo di Giovanni (ca. 1430-1495), kunstschilder
- Luca Pacioli (1445-1517), wiskundige en franciscaner broeder
- Santi di Tito (1536-1603), kunstschilder
- Roberto Titi (1551-1609), professor en criticus
- Giovanni Battista Buitoni (1822-1901), stichter van het gelijknamige deegwarenbedrijf
- Lorenzo Quartucci (1999), wielrenner